# Équation de Majorana
L'équation de Majorana est une équation d'onde relativiste (en) similaire à l'équation de Dirac mais inclut la charge conjuguée Ψc d'un spineur Ψ. Cette équation porte le nom de l'italien Ettore Majorana, et dans les unités naturelles, elle s'exprime par
{\displaystyle i\hbar {\partial \!\!\!{\big /}}\psi -mc\psi _{c}=0\qquad \qquad (1)}
écrit avec la notation de Feynman, où la charge conjuguée est définie par
{\displaystyle \psi _{c}:=\gamma ^{2}\psi ^{*}\ }.
L'équation (1) peut s'exprimer autrement par
{\displaystyle i\hbar {\partial \!\!\!{\big /}}\psi _{c}-mc\psi =0\qquad \qquad (2)}.
Si une particule a un spineur de fonction d'onde Ψ qui satisfait l'équation de Majorana, alors la grandeur m de l'équation est appelé la masse de Majorana. Si Ψ = Ψc, alors Ψ est appelé spineur de Majorana et ces spineurs sont compatibles avec de potentielles particules de Majorana. Contrairement aux spineurs de Weyl et aux spineurs de Dirac, le spineur de Majorana est une représentation réelle du groupe de Lorentz, ce qui explique pourquoi il est permis d'inclure le spineur et son « complexe conjugué » dans la même équation. En fait, il y a une autre manière d'écrire le spineur de Majorana à l'aide de quatre composants réels, ce qui montre pourquoi la « conjugaison complexe » désigne parfois un objet qui utilise la notation de Dirac pour un spineur réel.